# Petteri Vilpponen
Petteri Vilpponen (1999) è un giocatore di football americano finlandese, che gioca come wide receiver per i Pirkkala Spartans.
In precedenza ha giocato per i Kuopio Steelers.

## Palmarès

### Club
- 2 Vaahteramalja (Kuopio Steelers: 2020, 2021)